# Maria Benedita của Bồ Đào Nha
Maria Benedita của Bồ Đào Nha (Maria Francisca Benedita Ana Isabel Antónia Lourença Inácia Teresa Gertrudes Rita Rosa; 25 tháng 7 năm 1746 – 18 tháng 8 năm 1829) là một Infanta của Bồ Đào Nha và là con gái út của José I của Bồ Đào Nha và Mariana Victoria của Tây Ban Nha. Maria Benedita trở thành Thái tử phi Bồ Đào Nha sau khi kết hôn với cháu trai của mình từ năm 1777 đến năm 1786.